# 紹斯波特 (緬因州)
紹斯波特（英語：Southport）是一個位於美國緬因州林肯縣的鎮。

## 人口
根據2020年美國人口普查的數據，紹斯波特的面積為59.98平方千米，當中陸地面積為13.93平方千米，而水域面積為46.05平方千米。當地共有人口622人，而人口密度為每平方千米10人。